# フロイド・ギボンズ
フロイド・フィリップ・ギボンズ（Floyd Phillips Gibbons、1887年 - 1939年9月）は、アメリカの従軍記者。シカゴ・トリビューン紙の特派員として第一次世界大戦に従軍した。アメリカにおける初期のラジオニュースレポーターおよびコメンテーターであり、独特の早口で知られた。戦場以外でも自らの言論によって様々な危機にさらされた。
1907年、ギボンズはシカゴ・トリビューン紙に就職した。1916年にはパンチョ・ビリャ遠征に従軍取材を行っている。翌1917年には英国籍客船ラコニア号撃沈の現場に乗客として居合わせ、事件について報じた。これらの報道により彼の名は知られていく事になる。
第一次世界大戦でも特派員としてフランスに派遣された。ベローウッドの戦いでは、負傷したアメリカ兵を助けようとした折にドイツ軍による射撃を受け、片目を失っている。
1918年8月、フランス政府はギボンズの戦場における英雄的な行動を讃え、当時のフランスにおける最高勲章である椰子葉付戦功十字章(Croix de Guerre with Palm)を授与した。ギボンズが没してから2年後の1941年6月21日、海兵隊連盟州司令官のローランド・L・ヤング(Roland L. Young)は第一次世界大戦における活動を讃え、ギボンズに名誉連盟員資格とそれを示す金メダルを追贈した。これは海兵隊連盟の歴史において、民間人に対する最初の表彰となった。
1920年から1930年にかけて、ギボンズはラジオコメンテーターやニュース映画のナレーターとして広く知られるようになり、後にハリウッド・ウォーク・オブ・フェームの星も獲得している。また、ヴァイタフォン社の短編映画シリーズ『Your True Adventures』でもナレーターを務めた。この番組は、視聴者から募集したシナリオを元にギボンズが脚本を書き上げ映画化するというもので、シナリオが採用された視聴者には25ドルが送られた。1927年、ギボンズは「レッド・バロン」の異名で知られるドイツの撃墜王、マンフレート・フォン・リヒトホーフェンの伝記『The Red Knight of Germany』を著した。1929年にはソ連を題材に取ったフィクション小説『アメリカ総攻撃』（原題：The Red Napoleon）を著した。1930年にはドキュメンタリー映画『With Byrd at the South Pole』のナレーターを務める。1929年には、自分のラジオ番組として水曜夜10:30～11:00に放送された『NBC Red Network』に出演する。この番組はCBSラジオで放送されていたポール・ホワイトマンの『Paul Whiteman's show』と並ぶ人気番組であったが、1930年3月に打ち切られた。
ギボンズは動物収集家フランク・バックの冒険を題材とした小説を執筆したいと周囲に語っていたが、バックはエドワード・アンソニーに執筆を依頼した。1930年、アンソニーがバックを題材とした小説『Bring 'Em Back Alive』を発表、ベストセラーとなった。
1939年9月、ギボンズはペンシルバニア州にある自分の農場にて心臓発作により死去した。
1953年、ギボンズの弟エドワードが伝記『Floyd Gibbons - Your Headline Hunter』を発表した。
1962年、TVシリーズ『アンタッチャブル』(The Untouchables)の1編としてフロイド・ギボンズを題材としたエピソード『死を呼ぶ特権』(The Floyd Gibbons Story)が放送され、スコット・ブレイディがギボンズを演じた。